# یواس‌اس آمفیون (آی‌دی-۱۸۸۸)
یواس‌اس آمفیون (آی‌دی-۱۸۸۸) (به انگلیسی: USS Amphion (ID-1888)) یک کشتی بود که طول آن ۴۴۷ فوت (۱۳۶ متر) بود. این کشتی در سال ۱۸۹۹ ساخته شد.